# Napoleon Harris
(en) Statistiques sur pro-football-reference
Compléments
Politique : Membre du Parti Démocrate
Napoleon Bill Harris, né le 25 février 1979, est un américain, joueur de football américain évoluant au poste de linebacker qui est devenu homme politique élu au sénat de l'Illinois en 2013.
Sélectionné au premier tour de la draft en 2002 par les Raiders d'Oakland, il atteint le Super Bowl XXXVII qu'il perd et fait partie de la meilleure équipe des débutants de la saison.
En 2005, Harris est envoyé aux Vikings du Minnesota dans un échange contre Randy Moss,. Touché au genou, sa participation est limitée lors de sa première saison avec les Vikings. Il réussit 96 plaquages et 3 interceptions lors de sa deuxième saison dans le Minnesota.
Libre, il signe un contrat de 6 ans avec les Chiefs de Kansas City le 6 mars 2007.
Il est libéré par les Chiefs en octobre 2008 et retourne aux Vikings deux jours plus tard.
En août 2009, Harris signe un contrat d'un an avec les Raiders mais est remercié par l'équipe cinq jours plus tard.
Devenu homme politique, il échappe à une tentative d'embuscade et une tentative de meurtre en septembre 2016.